# Avgust Kapelen
Herman Avgust Kapelen (1. maj 1827 — 8. mart 1852) bio je norveški slikar poznat po svojim melanholičnim, dramatičnim i romantičnim pejzažnim kompozicijama.

## Obrazovanje
Rođen je u Šijenu, Norveška, kao sin Diderika von Kapelena (1795—1866) i Margaret Noble Severine Henrijete Lovenskjold (1796—1866). Obe familije bile su istaknute porodice norveških trgovaca, vlasnika zemljišta, državnih službenika i političara. Njegova porodica je bila i vlasnik poznate železare, a njegov deda, Diderik fon Kapelen (1761-1828) bio je član norveške Ustavotvorne skupštine 1814. godine u Ejdsvolu.
Odrastao je u Holdenu, Telemark. Nakon završene škole 1845. godine u Šijenu, preselio se u Kristijaniju (danas Oslo) i upisao se na Univerzitet Rojal Feredeik. Zatim je otišao u Dizeldorf, gde je studirao sa Hans Gudom. Potom je studirao pejzažno slikarstvo od 1846. do 1850. godine kod Johana Vilhelma Skirmera na Umetničkoj akademiji u Dizeldorfu.

## Karijera
Kapelen je bio na nekoliko studijskih putovanja u Norveškoj: u Gudbrandsdalenu i Lomu (zajedno sa Gudom i Johan Fredrik Ekersbergom, 1846), Hardangeru (1847), kao i u nekoliko letnjih rezidencija u blizini Holdena. Njegove slike karakteriše originalnost u kombinaciji sa dosta poetskog osećanja. Njegove slike šuma, jezera i potoka u Telmarku odišu patetičnim raspoloženjem usamljenosti i prolaznosti. Kapelenov najproduktivniji period je bio između 1850. i 1852, tj. poslednje dve godine njegovog života. Borio se protiv raka želuca od čega je i preminuo 1852. u Dizeldrofu u svojoj 25 godini života.

## Kulturno nasleđe
Najznačajnija Kapelenova kolekcija se nalazi u Narodnom muzeju umetnosti, arhitekture i dizajna u Oslu. Nacionalna galerija Norveške poseduje tri njegova glavna rada: Vodopad u Donjem Telemarku, Jezero u šumi i Umiruća šuma, kao i još 26 manjih slika. U parku u Holi je 1980. godine podignut spomenik njemu u čast.

## Odabrana dela
- Kvernhus, 1850
- Utdøende urskog i uvær, 1851
- Morkne trær, 1851
- Tjern i tåke, 1851
- Foss i nedre Telemark, 1852
- Skogtjern i Nedre Telemark, 1852
- Svarttjern, 1852
- Møllefossen, 1852
- Utdøende urskog, 1852